# Polycyrtus convergens
Polycyrtus convergens là một loài tò vò trong họ Ichneumonidae.